# Cremnocryptus spiniferus
Cremnocryptus spiniferus là một loài tò vò trong họ Ichneumonidae.